# 董世良
董世良（1921年—1960年），中华民国国军空军王牌飞行员，曾经参加二战和越战，是中华民国空军首位在越战中殉职的人员。

## 生平
民国十年（即1921年）生于美国纽约，籍贯浙江鄞县，是“两蒋重臣”董显光的独子，是董在美国留学研修时于美国出生。1913年，随董返国，在上海长大。因自小顽皮好动，又因中国国内战乱，董显光执意让此子接受军事训练，董世良遂入中华民国中央空军军官学校，当时在浙江省杭州郊区笕桥，故又称“中央笕桥航校”，于第15期毕业，与马豫（香港中文大学前校长马临的二兄）是同学。毕业后转入CAT，即民航空運公司服务多年。二战时任运输机驾驶员。并赴美国受训，接受美国空军驾驶、驱逐、轰炸等系统训练。1943年，在美国与马豫同选为空军代表受访美的“空军之母”蒋宋美龄的接见，并受美国好莱坞明星留影签名纪念，成为一时轰动新闻。学成回国后任空军战斗机、轰炸机飞行员，并任美军援华英语翻译，并向美国随行记者如J.B. McLemore介绍亚洲战况。1949年，随父移居台湾。1959年参加越战。1960年任美國軍事訓練代表團运输机副驾，同年11月1日执行任务时被越共防空导弹击落，美籍正駕重伤，是中华民国空军越战殉职第一人。